# Ralph Craig
Ralph Cook Craig (ur. 21 czerwca 1889 w Detroit, zm. 21 lipca 1972 w Lake George w stanie Nowy Jork) – amerykański lekkoatleta sprinter, dwukrotny mistrz olimpijski.

## Przebieg kariery
Początkowo specjalizował się w biegach płotkarskich; sprinterem został podczas studiów na Uniwersytecie Michigan. Podczas igrzysk olimpijskich w 1912 w Sztokholmie został złotym medalistą w biegu na 100 metrów i w biegu na 200 metrów zwyciężając faworyta Donalda Lippincotta. Po igrzyskach wycofał się z uprawiania lekkiej atletyki.
Był akademickim mistrzem Stanów Zjednoczonych (IC4A|) w biegu na 100 jardów w 1911 oraz w biegu na 220 jardów 1910 i 1911.
Na igrzyskach olimpijskich w 1948 w Londynie Craig był rezerwowym zawodnikiem amerykańskiej załogi żeglarskiej. Nie brał udziału w zawodach, ale niósł flagę amerykańską podczas ceremonii otwarcia igrzysk.

## Rekordy życiowe
źródło:
- 100 m – 10,7 s. (1912)
- 200 m – 21,7 s. (1912)